# Historyczne składy Pogoni Prudnik
Historyczne składy Pogoni Prudnik – skład Pogoni Prudnik w historii klubu.

## Sezony

### Sezon 1954/1955
Pogoń w sezonie 1954/1955 grała w Klasie B w składzie: 
| Nr | Poz. | Nar.   | Nazwisko i imię    | Data urodzenia | Wzrost | Masa ciała |
| -- | ---- | ------ | ------------------ | -------------- | ------ | ---------- |
| ?  | ?    | Polska | Baran, Janusz      | ?              | ? cm   | ? kg       |
| ?  | ?    | Polska | Bererowski, Emil   | ?              | ? cm   | ? kg       |
| ?  | ?    | Polska | Bąk, Stanisław     | ?              | ? cm   | ? kg       |
| ?  | ?    | Polska | Gil, Jerzy         | ?              | ? cm   | ? kg       |
| ?  | ?    | Polska | Hylla, Herbert     | ?              | ? cm   | ? kg       |
| ?  | ?    | Polska | Łojszczyk, Marceli | ?              | ? cm   | ? kg       |
| ?  | ?    | Polska | Rogowski, Andrzej  | ?              | ? cm   | ? kg       |
| ?  | ?    | Polska | Runowski, Rudolf   | ?              | ? cm   | ? kg       |
| ?  | ?    | Polska | Wasowski, Tadeusz  | ?              | ? cm   | ? kg       |
| ?  | ?    | Polska | Wyszyński, Czesław | ?              | ? cm   | ? kg       |

Trener:  Andrzej Rogowski

### Sezon 1955/1956
Pogoń w sezonie 1954/1955 grała w Klasie B w składzie:
| Nr | Poz. | Nar.   | Nazwisko i imię       | Data urodzenia | Wzrost | Masa ciała |
| -- | ---- | ------ | --------------------- | -------------- | ------ | ---------- |
| ?  | ?    | Polska | Aradt, Diter          | ?              | ? cm   | ? kg       |
| ?  | ?    | Polska | Biskup, Jerzy         | ?              | ? cm   | ? kg       |
| ?  | ?    | Polska | Chadryś, Czesław      | ?              | ? cm   | ? kg       |
| ?  | ?    | Polska | Garabiak, Adam        | ?              | ? cm   | ? kg       |
| ?  | ?    | Polska | Jeziorowski, Bolesław | ?              | ? cm   | ? kg       |
| ?  | ?    | Polska | Kilarski, Tadeusz     | ?              | ? cm   | ? kg       |
| ?  | ?    | Polska | Kozieł, Andrzej       | ?              | ? cm   | ? kg       |
| ?  | ?    | Polska | Panois, Adam          | ?              | ? cm   | ? kg       |
| ?  | ?    | Polska | Pusz, Artur           | ?              | ? cm   | ? kg       |
| ?  | ?    | Polska | Pusz, Harry           | ?              | ? cm   | ? kg       |
| ?  | ?    | Polska | Płomiński, Bogusław   | ?              | ? cm   | ? kg       |
| ?  | ?    | Polska | Stora, Werner         | ?              | ? cm   | ? kg       |
| ?  | ?    | Polska | Szybkowski, Jerzy     | ?              | ? cm   | ? kg       |
| ?  | ?    | Polska | Zaczyński, Aleksander | ?              | ? cm   | ? kg       |
| ?  | ?    | Polska | Zaczyński, Zenon      | ?              | ? cm   | ? kg       |

Trener:  Andrzej Rogowski

### Sezon 1963/1964

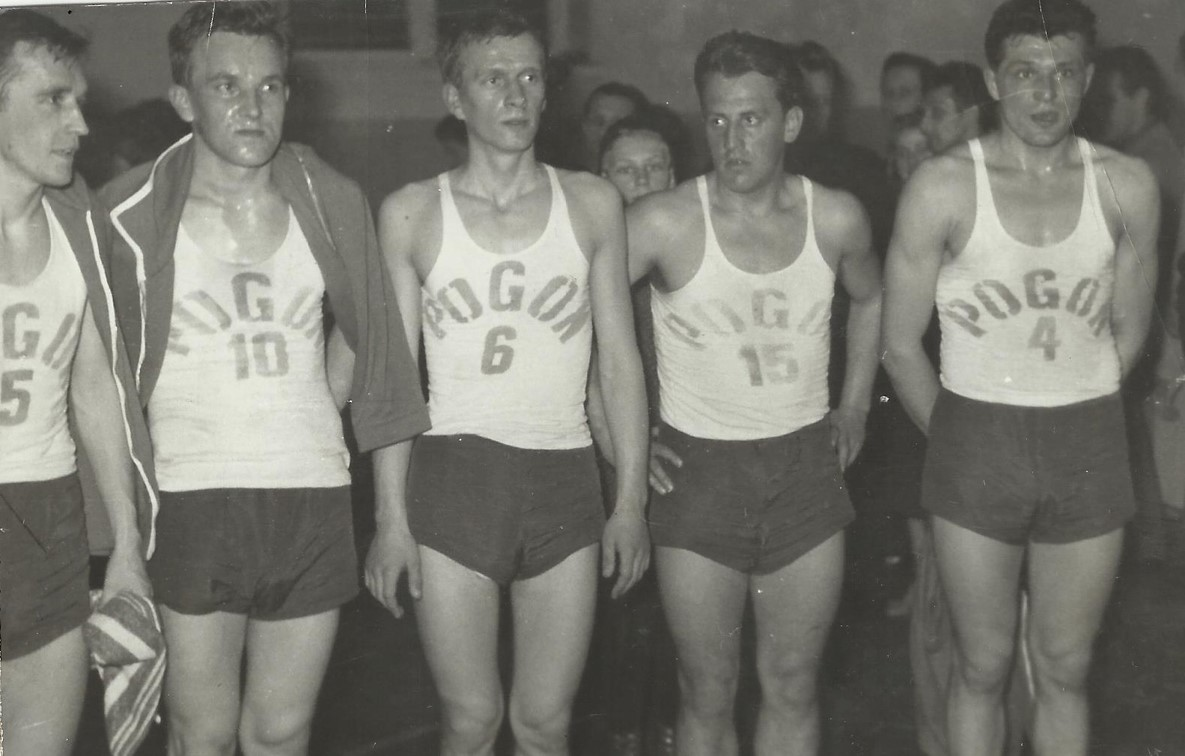
Zawodnicy Pogoni: (od lewej) Andrzej Rogowski, Edward Chadryś, Karol Rowiński, M. Markiewicz i Kazimierz Pałka, 1963

Pogoń w sezonie 1963/1964 grała w Klasie A w składzie:
| Nr | Poz. | Nar.   | Nazwisko i imię     | Data urodzenia | Wzrost | Masa ciała |
| -- | ---- | ------ | ------------------- | -------------- | ------ | ---------- |
| ?  | ?    | Polska | Bogut, Ernest       | ?              | ? cm   | ? kg       |
| ?  | ?    | Polska | Buczkowski, Andrzej | ?              | ? cm   | ? kg       |
| ?  | ?    | Polska | Chrobak, Tadeusz    | ?              | ? cm   | ? kg       |
| ?  | ?    | Polska | Cieślik, Jerzy      | ?              | ? cm   | ? kg       |
| ?  | ?    | Polska | Dudek, Adam         | ?              | ? cm   | ? kg       |
| ?  | ?    | Polska | Grabowski, Bogumił  | ?              | ? cm   | ? kg       |
| ?  | ?    | Polska | Kornafel, Jerzy     | ?              | ? cm   | ? kg       |
| ?  | ?    | Polska | Panas, Adam         | ?              | ? cm   | ? kg       |
| ?  | ?    | Polska | Pałka, Kazimierz    | ?              | ? cm   | ? kg       |
| ?  | ?    | Polska | Pusz, Harry         | ?              | ? cm   | ? kg       |
| ?  | ?    | Polska | Rogowski, Andrzej   | ?              | ? cm   | ? kg       |
| ?  | ?    | Polska | Sochacki, Zbigniew  | ?              | ? cm   | ? kg       |
| ?  | ?    | Polska | Stora, Werner       | ?              | ? cm   | ? kg       |
| ?  | ?    | Polska | Sąkól, Edward       | ?              | ? cm   | ? kg       |
| ?  | ?    | Polska | Zaczyński, Zenon    | ?              | ? cm   | ? kg       |

Trener:  Andrzej Rogowski

### Sezon 1981/1982
Pogoń w sezonie 1981/1982 grała w III lidze w składzie: 
| Nr | Poz. | Nar.   | Nazwisko i imię      | Data urodzenia | Wzrost | Masa ciała |
| -- | ---- | ------ | -------------------- | -------------- | ------ | ---------- |
| 13 | C    | Polska | Adamów, Zbigniew     | ?              | ? cm   | ? kg       |
| ?  | ?    | Polska | Dudek, Adam          | ?              | ? cm   | ? kg       |
| ?  | ?    | Polska | Iwanecki, Andrzej    | ?              | ? cm   | ? kg       |
| 4  | SG   | Polska | Kalinowski, Mirosław | 1960           | 185 cm | ? kg       |
| 12 | ?    | Polska | Kasprzycki, Dariusz  | 1964           | ? cm   | ? kg       |
| 1  | ?    | Polska | Klakla, Ryszard      | 1959           | ? cm   | ? kg       |
| ?  | ?    | Polska | Mróz, Edward         | ?              | ? cm   | ? kg       |
| ?  | ?    | Polska | Orłowski, Grzegorz   | ?              | ? cm   | ? kg       |
| ?  | ?    | Polska | Wawrzyniak, Piotr    | ?              | ? cm   | ? kg       |
| ?  | ?    | Polska | Wójcik, Zygmunt      | 1947-08-15     | ? cm   | ? kg       |
| ?  | ?    | Polska | Zawadzki, Henryk     | ?              | ? cm   | ? kg       |
| 8  | ?    | Polska | Łukasik, Janusz      | 1960           | ? cm   | ? kg       |
| ?  | ?    | Polska | Żórawski, Czesław    | ?              | ? cm   | ? kg       |

Trener:  Włodzimierz Kuśmierczyk

### Sezon 1982/1983
Pogoń w sezonie 1982/1983 grała w II lidze w składzie:
| Nr | Poz. | Nar.   | Nazwisko i imię      | Data urodzenia | Wzrost | Masa ciała |
| -- | ---- | ------ | -------------------- | -------------- | ------ | ---------- |
| ?  | ?    | Polska | Dudek, Adam          | ?              | ? cm   | ? kg       |
| 4  | SG   | Polska | Kalinowski, Mirosław | 1960           | 185 cm | ? kg       |
| ?  | C/F  | Polska | Schmutzer, Zbigniew  | 1959-02-26     | 202 cm | ? kg       |
| 8  | ?    | Polska | Łukasik, Janusz      | 1960           | ? cm   | ? kg       |
| 1  | ?    | Polska | Klakla, Ryszard      | 1959           | ? cm   | ? kg       |
| 12 | ?    | Polska | Kasprzycki, Dariusz  | 1964           | ? cm   | ? kg       |
| 15 | F    | Polska | Chybziński, Andrzej  | 1956           | ? cm   | ? kg       |
| ?  | ?    | Polska | Wawrzyniak, Piotr    | ?              | ? cm   | ? kg       |
| ?  | ?    | Polska | Ratajczak, Witold    | ?              | ? cm   | ? kg       |
| ?  | ?    | Polska | Żórawski, Czesław    | ?              | ? cm   | ? kg       |
| ?  | ?    | Polska | Orłowski, Grzegorz   | ?              | ? cm   | ? kg       |
| ?  | ?    | Polska | Sutor, Zygmunt       | ?              | ? cm   | ? kg       |
| ?  | ?    | Polska | Mróz, Edward         | ?              | ? cm   | ? kg       |
| 13 | C    | Polska | Adamów, Zbigniew     | ?              | ? cm   | ? kg       |
| ?  | ?    | Polska | Zawadzki, Henryk     | ?              | ? cm   | ? kg       |

Trener:  Włodzimierz Kuśmierczyk

### Sezon 1983/1984
Pogoń w sezonie 1984/1985 grała w II lidze w składzie:
| Nr | Poz. | Nar.   | Nazwisko i imię       | Data urodzenia | Wzrost | Masa ciała |
| -- | ---- | ------ | --------------------- | -------------- | ------ | ---------- |
| 13 | C    | Polska | Adamów, Zbigniew      | ?              | ? cm   | ? kg       |
| 15 | F    | Polska | Chybziński, Andrzej   | 1956           | 196 cm | ? kg       |
| ?  | ?    | Polska | Dudek, Adam           | ?              | ? cm   | ? kg       |
| 4  | SG   | Polska | Kalinowski, Mirosław  | 1960           | 185 cm | ? kg       |
| 12 | ?    | Polska | Kasprzycki, Dariusz   | 1964           | ? cm   | ? kg       |
| 1  | ?    | Polska | Klakla, Ryszard       | 1959           | ? cm   | ? kg       |
| 8  | ?    | Polska | Łukasik, Janusz       | ?              | ? cm   | ? kg       |
| 6  | ?    | Polska | Menderzberg, Waldemar | ?              | ? cm   | ? kg       |
| ?  | ?    | Polska | Orłowski, Grzegorz    | ?              | ? cm   | ? kg       |
| 9  | F    | Polska | Tolik, Robert         | 1964-08-30     | 201 cm | ? kg       |
| ?  | ?    | Polska | Wawrzyniak, Piotr     | ?              | ? cm   | ? kg       |
| 7  | ?    | Polska | Wącirz, Lesław        | ?              | ? cm   | ? kg       |
| ?  | ?    | Polska | Zawadzki, Henryk      | ?              | ? cm   | ? kg       |

Trener:  Edward Sąkól

### Sezon 1984/1985

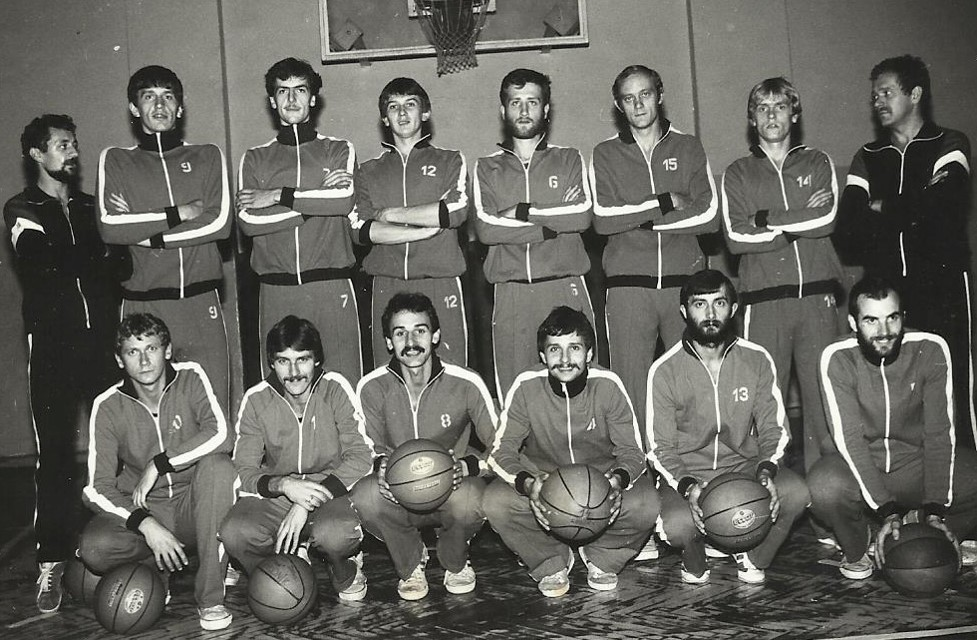
Zawodnicy Pogoni Prudnik w sezonie 1984/1985

Pogoń w sezonie 1984/1985 grała w II lidze w składzie:
| Nr | Poz. | Nar.   | Nazwisko i imię       | Data urodzenia | Wzrost | Masa ciała |
| -- | ---- | ------ | --------------------- | -------------- | ------ | ---------- |
| 13 | C    | Polska | Adamów, Zbigniew      | ?              | ? cm   | ? kg       |
| 15 | F    | Polska | Chybziński, Andrzej   | 1956           | 196 cm | ? kg       |
| 10 | ?    | Polska | Iwanecki, Ireneusz    | ?              | ? cm   | ? kg       |
| 4  | SG   | Polska | Kalinowski, Mirosław  | 1960           | 185 cm | ? kg       |
| 14 | ?    | Polska | Kamiński, Krzysztof   | ?              | ? cm   | ? kg       |
| 12 | ?    | Polska | Kasprzycki, Dariusz   | 1964           | ? cm   | ? kg       |
| 1  | ?    | Polska | Klakla, Ryszard       | 1959           | ? cm   | ? kg       |
| 6  | ?    | Polska | Menderzberg, Waldemar | ?              | ? cm   | ? kg       |
| 9  | F    | Polska | Tolik, Robert         | 1964-08-30     | 201 cm | ? kg       |
| ?  | ?    | Polska | Wawrzyniak, Piotr     | ?              | ? cm   | ? kg       |
| 7  | ?    | Polska | Wącirz, Lesław        | ?              | ? cm   | ? kg       |
| 8  | ?    | Polska | Łukasik, Janusz       | ?              | ? cm   | ? kg       |

Trener:  Tadeusz Sajda
 Asystenci: Andrzej Iwanecki

### Sezon 1985/1986

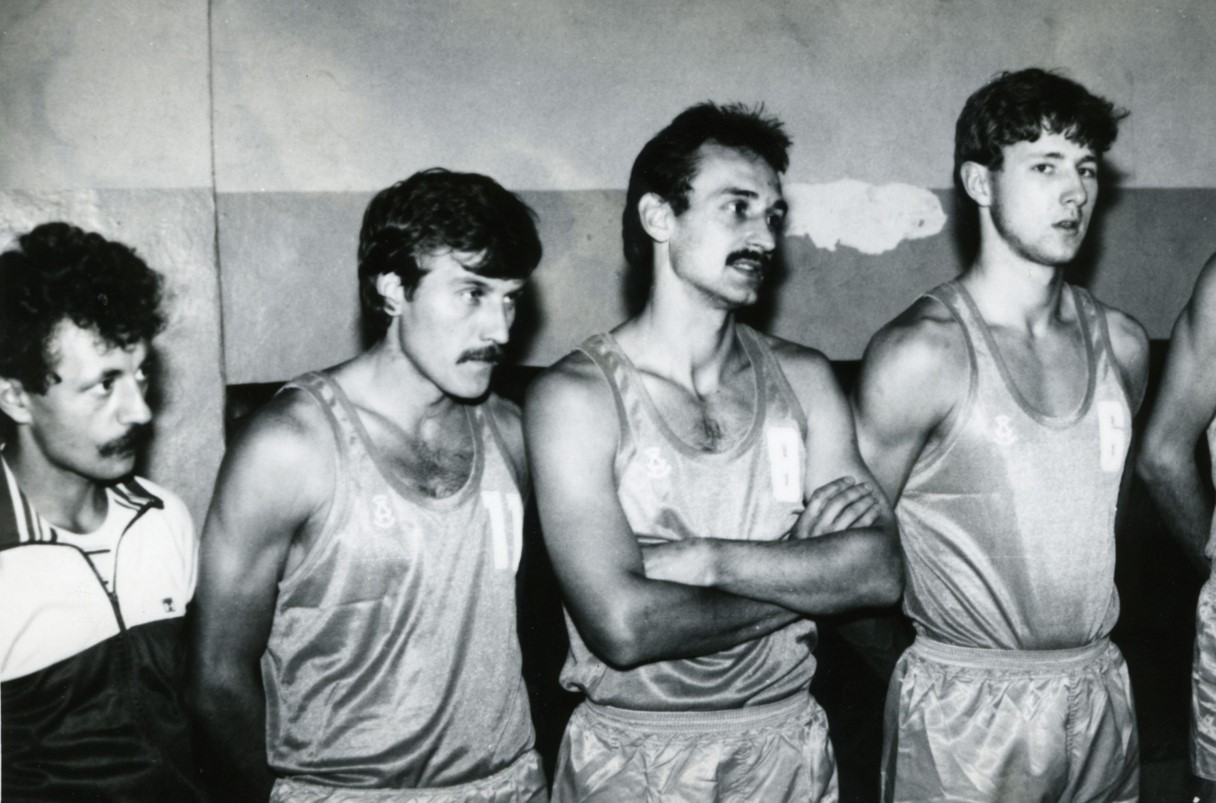
Zawodnicy Pogoni: (od lewej) Andrzej Iwanecki, Ryszard Klakla, Janusz Łukasik i Mariusz Stalicki

Pogoń w sezonie 1985/1986 grała w II lidze w składzie:
| Nr | Poz. | Nar.   | Nazwisko i imię      | Data urodzenia | Wzrost | Masa ciała |
| -- | ---- | ------ | -------------------- | -------------- | ------ | ---------- |
| 10 | ?    | Polska | Iwanecki, Ireneusz   | ?              | ? cm   | ? kg       |
| 4  | SG   | Polska | Kalinowski, Mirosław | 1960           | 185 cm | ? kg       |
| ?  | ?    | Polska | Kamieniak, Krzysztof | ?              | ? cm   | ? kg       |
| 12 | ?    | Polska | Kasprzycki, Dariusz  | 1964           | ? cm   | ? kg       |
| 1  | ?    | Polska | Klakla, Ryszard      | 1959           | ? cm   | ? kg       |
| 15 | C    | Polska | Majchrowicz, Jacek   | 1960           | 202 cm | ? kg       |
| ?  | ?    | Polska | Niżnik, Jerzy        | ?              | ? cm   | ? kg       |
| 6  | ?    | Polska | Stalicki, Mariusz    | 1960           | 202 cm | ? kg       |
| 9  | F    | Polska | Tolik, Robert        | 1964-08-30     | 201 cm | ? kg       |
| ?  | ?    | Polska | Wiśniewski, Dariusz  | ?              | ? cm   | ? kg       |
| 7  | ?    | Polska | Wącirz, Lesław       | ?              | ? cm   | ? kg       |
| 8  | ?    | Polska | Łukasik, Janusz      | 1960           | ? cm   | ? kg       |

Trener:  Adam Dąbrowski (trener)
 Asystenci: Andrzej Iwanecki

### Sezon 1986/1987

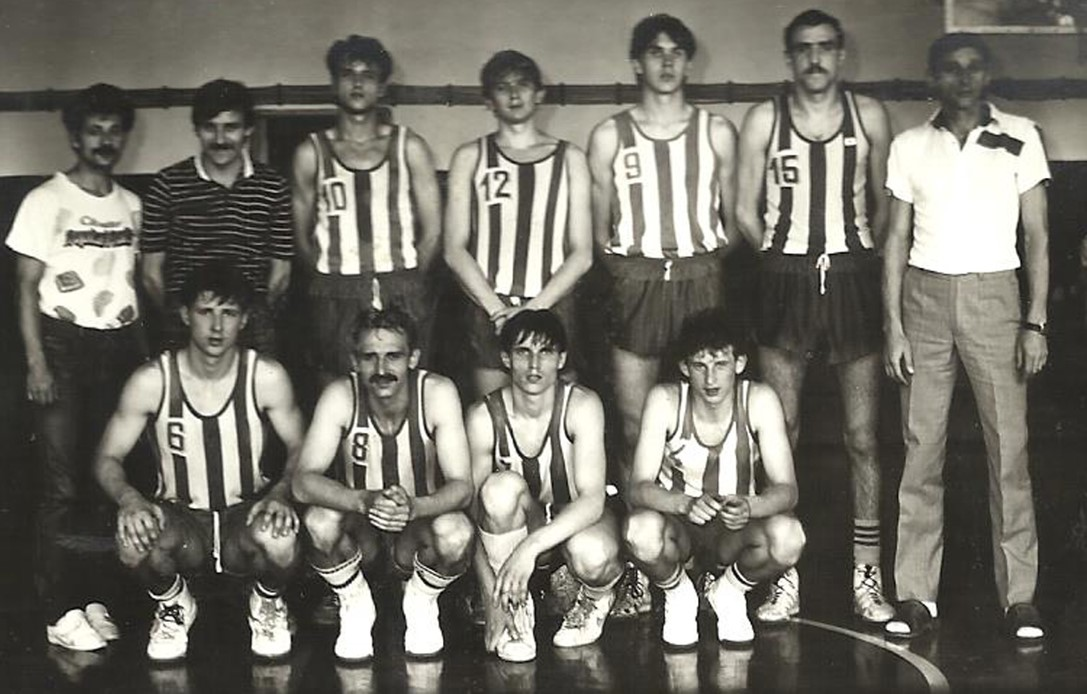
Zawodnicy Pogoni Prudnik w sezonie 1986/1987

Pogoń w sezonie 1986/1987 grała w II lidze w składzie:
Trener:  Adam Dąbrowski (trener)
 Asystenci: Andrzej Iwanecki

### Sezon 1987/1988
Pogoń w sezonie 1987/1988 grała w II lidze w składzie:
Trener:  Adam Dąbrowski (trener)
 Asystenci: Andrzej Iwanecki

### Sezon 1988/1989
Pogoń w sezonie 1988/1989 grała w II lidze w składzie:
Trener:  Grzegorz Chodkiewicz (trener koszykówki)
 Asystenci: Andrzej Iwanecki

### Sezon 1989/1990
Pogoń w sezonie 1989/1990 grała w II lidze w składzie:
| Nr | Poz. | Nar.    | Nazwisko i imię     | Data urodzenia | Wzrost | Masa ciała |
| -- | ---- | ------- | ------------------- | -------------- | ------ | ---------- |
| ?  | ?    | Polska  | Dudek, Radosław     | ?              | ? cm   | ? kg       |
| ?  | ?    | Ukraina | Gonczarow, Jurij    | ?              | ? cm   | ? kg       |
| 12 | ?    | Polska  | Kasprzycki, Dariusz | 1964           | ? cm   | ? kg       |
| 6  | ?    | Polska  | Kasprzycki, Jacek   | 1968           | 202 cm | ? kg       |
| ?  | ?    | Polska  | Klakla, Ryszard     | ?              | ? cm   | ? kg       |
| ?  | ?    | Polska  | Kociuga, Krzysztof  | ?              | ? cm   | ? kg       |
| ?  | ?    | Polska  | Majchrowicz, Jacek  | ?              | ? cm   | ? kg       |
| 7  | ?    | Polska  | Sołtys, Marek       | 1966           | 182 cm | ? kg       |
| ?  | ?    | Polska  | Stalicki, Mariusz   | ?              | ? cm   | ? kg       |
| ?  | ?    | Ukraina | Teslenko, Władimir  | ?              | ? cm   | ? kg       |
| ?  | ?    | Polska  | Witek, Paweł        | ?              | ? cm   | ? kg       |
| ?  | ?    | Polska  | Włodowski, Tomasz   | ?              | ? cm   | ? kg       |
| 8  | ?    | Polska  | Łukasik, Janusz     | 1960           | ? cm   | ? kg       |

Trener:  Andrzej Chybziński
 Asystenci: Andrzej Iwanecki

### Sezon 1990/1991
Pogoń w sezonie 1990/1991 grała w II lidze w składzie:
| Nr | Poz. | Nar.    | Nazwisko i imię     | Data urodzenia | Wzrost | Masa ciała |
| -- | ---- | ------- | ------------------- | -------------- | ------ | ---------- |
| ?  | ?    | Polska  | Dudek, Jarosław II  | ?              | ? cm   | ? kg       |
| ?  | ?    | Polska  | Fleiter, Ryszard    | ?              | ? cm   | ? kg       |
| ?  | ?    | Ukraina | Gonczarow, Jurij    | ?              | ? cm   | ? kg       |
| ?  | ?    | Polska  | Grubizna, Mariusz   | ?              | ? cm   | ? kg       |
| 12 | ?    | Polska  | Kasprzycki, Dariusz | 1964           | ? cm   | ? kg       |
| 6  | ?    | Polska  | Kasprzycki, Jacek   | 1968           | 202 cm | ? kg       |
| ?  | ?    | Polska  | Klakla, Ryszard     | 1959           | ? cm   | ? kg       |
| ?  | ?    | Polska  | Majchrowicz, Jacek  | 1960           | 202 cm | ? kg       |
| 7  | C    | Polska  | Sołtys, Marek       | 1966           | 182 cm | ? kg       |
| ?  | SG   | Polska  | Wilczek, Tomasz     | 1974-04-11     | 201 cm | 96 kg      |
| ?  | ?    | Polska  | Witek, Paweł        | ?              | ? cm   | ? kg       |
| ?  | SG   | Polska  | Włodowski, Tomasz   | 1972-07-05     | 192 cm | ? kg       |

Trener:  Adam Dudek

### Sezon 1991/1992
Pogoń w sezonie 1991/1992 grała w II lidze w składzie:
| Nr | Poz. | Nar.    | Nazwisko i imię     | Data urodzenia | Wzrost | Masa ciała |
| -- | ---- | ------- | ------------------- | -------------- | ------ | ---------- |
| ?  | ?    | Polska  | Fleiter, Ryszard    | ?              | ? cm   | ? kg       |
| ?  | ?    | Ukraina | Gonczarow, Jurij    | ?              | ? cm   | ? kg       |
| 12 | ?    | Polska  | Kasprzycki, Dariusz | 1964           | ? cm   | ? kg       |
| 6  | ?    | Polska  | Kasprzycki, Jacek   | 1968           | 202 cm | ? kg       |
| ?  | ?    | Polska  | Klakla, Ryszard     | 1959           | ? cm   | ? kg       |
| ?  | ?    | Ukraina | Koczetow, Oleg      | ?              | ? cm   | ? kg       |
| 8  | ?    | Polska  | Łukasik, Janusz     | 1960           | ? cm   | ? kg       |
| ?  | ?    | Polska  | Obrzut, Tomasz      | ?              | ? cm   | ? kg       |
| ?  | ?    | Polska  | Stalicki, Mariusz   | ?              | ? cm   | ? kg       |
| ?  | SG   | Polska  | Wilczek, Tomasz     | 1974-04-11     | 201 cm | 96 kg      |
| G  | ?    | Polska  | Żelasko, Piotr      | 1973-08-13     | 180 cm | ? kg       |

Trener:  Aleksiej Agapiejew

### Sezon 1992/1993
Pogoń w sezonie 1992/1993 grała w II lidze w składzie:
| Nr | Poz. | Nar.    | Nazwisko i imię       | Data urodzenia | Wzrost | Masa ciała |
| -- | ---- | ------- | --------------------- | -------------- | ------ | ---------- |
| ?  | ?    | Polska  | Bandurowski, Jarosław | ?              | ? cm   | ? kg       |
| ?  | ?    | Polska  | Dołgan, Paweł         | ?              | ? cm   | ? kg       |
| ?  | ?    | Polska  | Grubizna, Mariusz     | ?              | ? cm   | ? kg       |
| ?  | ?    | Polska  | Grubizna, Mariusz     | ?              | ? cm   | ? kg       |
| 12 | ?    | Polska  | Kasprzycki, Dariusz   | 1964           | ? cm   | ? kg       |
| 6  | ?    | Polska  | Kasprzycki, Jacek     | 1968           | 202 cm | ? kg       |
| ?  | ?    | Polska  | Klakla, Ryszard       | 1959           | ? cm   | ? kg       |
| ?  | ?    | Ukraina | Koczetow, Oleg        | ?              | ? cm   | ? kg       |
| ?  | ?    | Polska  | Maśkiewicz, Paweł     | ?              | ? cm   | ? kg       |
| ?  | ?    | Polska  | Obrzut, Tomasz        | ?              | ? cm   | ? kg       |
| ?  | ?    | Ukraina | Połosin, Oleg         | 1960-08-08     | 209 cm | ? kg       |
| ?  | ?    | Polska  | Stalicki, Mariusz     | ?              | ? cm   | ? kg       |
| ?  | SG   | Polska  | Wilczek, Tomasz       | 1974-04-11     | 201 cm | 96 kg      |
| ?  | ?    | Polska  | Zawiła, Daniel        | ?              | ? cm   | ? kg       |
| G  | ?    | Polska  | Żelasko, Piotr        | 1973-08-13     | 180 cm | ? kg       |

Trener:  Aleksiej Agapiejew

### Sezon 1993/1994
Pogoń w sezonie 1993/1994 grała w II lidze w składzie:
| Nr | Poz. | Nar.    | Nazwisko i imię       | Data urodzenia | Wzrost | Masa ciała |
| -- | ---- | ------- | --------------------- | -------------- | ------ | ---------- |
| ?  | ?    | Polska  | Bandurowski, Jarosław | ?              | ? cm   | ? kg       |
| 12 | ?    | Polska  | Kasprzycki, Dariusz   | 1964           | ? cm   | ? kg       |
| 6  | ?    | Polska  | Kasprzycki, Jacek     | 1968           | 202 cm | ? kg       |
| ?  | ?    | Polska  | Klakla, Ryszard       | 1959           | ? cm   | ? kg       |
| ?  | ?    | Polska  | Kociuga, Krzysztof    | ?              | ? cm   | ? kg       |
| ?  | ?    | Ukraina | Koczetow, Oleg        | ?              | ? cm   | ? kg       |
| ?  | ?    | Polska  | Kożuszko, Sławomir    | ?              | ? cm   | ? kg       |
| ?  | SG   | Polska  | Malinowski, Paweł     | 1977           | 195 cm | ? kg       |
| ?  | ?    | Polska  | Obrzut, Tomasz        | ?              | ? cm   | ? kg       |
| ?  | ?    | Ukraina | Połosin, Oleg         | 1960-08-08     | 209 cm | ? kg       |
| ?  | F    | Polska  | Trytek, Bartosz       | 1977-02-28     | 190 cm | ? kg       |
| ?  | SG   | Polska  | Wilczek, Tomasz       | 1974-04-11     | 201 cm | 96 kg      |
| G  | ?    | Polska  | Żelasko, Piotr        | 1973-08-13     | 180 cm | ? kg       |

Trener:  Aleksiej Agapiejew

### Sezon 1994/1995
Pogoń w sezonie 1994/1995 grała w II lidze w składzie:
| Nr | Poz. | Nar.    | Nazwisko i imię     | Data urodzenia | Wzrost | Masa ciała |
| -- | ---- | ------- | ------------------- | -------------- | ------ | ---------- |
| ?  | ?    | Polska  | Baranek, Sebastian  | ?              | ? cm   | ? kg       |
| ?  | ?    | Polska  | Benroth, Marcin     | ?              | ? cm   | ? kg       |
| ?  | ?    | Polska  | Jankowski, Grzegorz | ?              | ? cm   | ? kg       |
| 12 | ?    | Polska  | Kasprzycki, Dariusz | 1964           | ? cm   | ? kg       |
| 6  | ?    | Polska  | Kasprzycki, Jacek   | 1968           | 202 cm | ? kg       |
| ?  | ?    | Polska  | Klakla, Ryszard     | 1959           | ? cm   | ? kg       |
| ?  | SG   | Polska  | Malinowski, Paweł   | 1977           | 195 cm | ? kg       |
| ?  | F    | Polska  | Mularski, Tomasz    | 1976-03-30     | 197 cm | ? kg       |
| ?  | ?    | Ukraina | Połosin, Oleg       | 1960-08-08     | 209 cm | ? kg       |
| ?  | ?    | Polska  | Soja, Mariusz       | ?              | ? cm   | ? kg       |
| ?  | F    | Polska  | Trytek, Bartosz     | 1977-02-28     | 190 cm | ? kg       |
| ?  | SG   | Polska  | Wilczek, Tomasz     | 1974-04-11     | 201 cm | 96 kg      |
| G  | ?    | Polska  | Żelasko, Piotr      | 1973-08-13     | 180 cm | ? kg       |

Trener:  Tadeusz Janicki

### Sezon 1995/1996
Pogoń w sezonie 1995/1996 grała w II lidze w składzie:
| Nr | Poz. | Nar.   | Nazwisko i imię     | Data urodzenia | Wzrost | Masa ciała |
| -- | ---- | ------ | ------------------- | -------------- | ------ | ---------- |
| ?  | ?    | Polska | Błoński, Błażej     | ?              | ? cm   | ? kg       |
| ?  | ?    | Polska | Gajewski, Zbigniew  | ?              | ? cm   | ? kg       |
| ?  | ?    | Polska | Jankowski, Grzegorz | ?              | ? cm   | ? kg       |
| 12 | ?    | Polska | Kasprzycki, Dariusz | 1964           | ? cm   | ? kg       |
| 6  | ?    | Polska | Kasprzycki, Jacek   | 1968           | 202 cm | ? kg       |
| ?  | ?    | Polska | Klakla, Ryszard     | 1959           | ? cm   | ? kg       |
| ?  | ?    | Polska | Kociuga, Krzysztof  | ?              | ? cm   | ? kg       |
| ?  | ?    | Polska | Kożuszko, Sławomir  | ?              | ? cm   | ? kg       |
| ?  | SG   | Polska | Malinowski, Paweł   | 1977           | 195 cm | ? kg       |
| ?  | ?    | Polska | Michalak, Tomasz    | ?              | ? cm   | ? kg       |
| ?  | C/F  | Polska | Plutka, Piotr       | 1974-12-05     | 194 cm | ? kg       |
| ?  | ?    | Polska | Plutka, Tomasz      | ?              | ? cm   | ? kg       |
| ?  | F    | Polska | Trytek, Bartosz     | 1977-02-28     | 190 cm | ? kg       |
| ?  | SG   | Polska | Włodowski, Tomasz   | 1972-07-05     | 192 cm | ? kg       |
| G  | ?    | Polska | Żelasko, Piotr      | 1973-08-13     | 180 cm | ? kg       |

Trener:  Bolesław Jezierski
 Asystenci: Andrzej Chybziński

### Sezon 2000/2001
Pogoń w sezonie 2000/2001 grała w III lidze dolnośląskiej w składzie:
| Nr | Poz. | Nar.   | Nazwisko i imię      | Data urodzenia | Wzrost | Masa ciała |
| -- | ---- | ------ | -------------------- | -------------- | ------ | ---------- |
| ?  | G    | Polska | Franek, Paweł        | 1980           | 192 cm | ? kg       |
| ?  | G    | Polska | Kłuś, Łukasz         | 1982-02-17     | 186 cm | ? kg       |
| ?  | F    | Polska | Plutka, Piotr        | 1974-12-05     | 194 cm | ? kg       |
| ?  | F    | Polska | Trytek, Bartosz      | 1977-02-28     | 190 cm | ? kg       |
| ?  | ?    | Polska | Wasylewicz, Łukasz   | ?              | ? cm   | ? kg       |
| ?  | ?    | Polska | Wieczorek, Sebastian | ?              | ? cm   | ? kg       |
| ?  | F    | Polska | Łakis, Tomasz        | 1982-03-27     | 197 cm | ? kg       |
| G  | ?    | Polska | Żelasko, Piotr       | 1973-08-13     | 180 cm | ? kg       |

Trener:  Arkadiusz Zaczyński

### Sezon 2002/2003
Pogoń w sezonie 2002/2003 grała w III lidze śląskiej w składzie:
| Nr | Poz. | Nar.   | Nazwisko i imię       | Data urodzenia | Wzrost | Masa ciała |
| -- | ---- | ------ | --------------------- | -------------- | ------ | ---------- |
| ?  | G    | Polska | Franek, Paweł         | 1980           | 192 cm | ? kg       |
| ?  | ?    | Polska | Halikowski, Remigiusz | ?              | ? cm   | ? kg       |
| 6  | ?    | Polska | Kasprzycki, Jacek     | 1968           | 202 cm | ? kg       |
| ?  | ?    | Polska | Kociuga, Krzysztof    | ?              | ? cm   | ? kg       |
| ?  | G    | Polska | Kłuś, Łukasz          | 1982-02-17     | 186 cm | ? kg       |
| ?  | ?    | Polska | Michalak, Tomasz      | ?              | ? cm   | ? kg       |
| ?  | ?    | Polska | Mróz, Grzegorz        | ?              | ? cm   | ? kg       |
| ?  | G    | Polska | Olbiński, Tomasz      | 1980           | 194 cm | ? kg       |
| ?  | F    | Polska | Tracz, Wojciech       | 1979           | 197 cm | ? kg       |
| ?  | f    | Polska | Trytek, Bartosz       | 1977-02-28     | 190 cm | ? kg       |
| ?  | C    | Polska | Ulrich, Rafał         | 1977-04-28     | 208 cm | ? kg       |
| ?  | ?    | Polska | Wasylewicz, Łukasz    | ?              | ? cm   | ? kg       |
| ?  | ?    | Polska | Wieczorek, Sebastian  | ?              | ? cm   | ? kg       |
| ?  | F    | Polska | Łakis, Tomasz         | 1982-03-27     | 197 cm | ? kg       |

Trener:  Andrzej Chybziński
 Asystenci: Ryszard Klakla

### Sezon 2003/2004
Pogoń w sezonie 2003/2004 grała w II lidze w składzie:
| Nr | Poz. | Nar.   | Nazwisko i imię         | Data urodzenia | Wzrost | Masa ciała |
| -- | ---- | ------ | ----------------------- | -------------- | ------ | ---------- |
| ?  | ?    | Polska | Czmiel, Adam            | ?              | ? cm   | ? kg       |
| ?  | ?    | Polska | Franek, Paweł           | ?              | ? cm   | ? kg       |
| ?  | ?    | Polska | Jankowski, Grzegorz     | ?              | ? cm   | ? kg       |
| ?  | ?    | Polska | Kłuś, Łukasz            | ?              | ? cm   | ? kg       |
| ?  | ?    | Polska | Michalak, Tomasz        | ?              | ? cm   | ? kg       |
| ?  | ?    | Polska | Nykiel, Marcin          | ?              | ? cm   | ? kg       |
| ?  | ?    | Polska | Olbiński, Tomasz        | ?              | ? cm   | ? kg       |
| ?  | ?    | Polska | Tracz, Wojciech         | ?              | ? cm   | ? kg       |
| ?  | ?    | Polska | Trytek, Bartosz         | ?              | ? cm   | ? kg       |
| ?  | ?    | Polska | Ulrich, Rafał           | ?              | ? cm   | ? kg       |
| ?  | ?    | Polska | Zarankiewicz, Krzysztof | ?              | ? cm   | ? kg       |
| ?  | ?    | Polska | Łakis, Marcin           | ?              | ? cm   | ? kg       |
| ?  | ?    | Polska | Łakis, Tomasz           | ?              | ? cm   | ? kg       |

Trener:  Tomasz Włodowski

### Sezon 2004/2005
Pogoń w sezonie 2004/2005 grała w II lidze w składzie:
| Nr | Poz. | Nar.   | Nazwisko i imię         | Data urodzenia | Wzrost | Masa ciała |
| -- | ---- | ------ | ----------------------- | -------------- | ------ | ---------- |
| ?  | ?    | Polska | Franek, Paweł           | ?              | ? cm   | ? kg       |
| ?  | ?    | Polska | Jankowski, Grzegorz     | ?              | ? cm   | ? kg       |
| ?  | ?    | Polska | Kalinowski, Krzysztof   | ?              | ? cm   | ? kg       |
| ?  | ?    | Polska | Kos, Artur              | ?              | ? cm   | ? kg       |
| ?  | ?    | Polska | Kłuś, Łukasz            | ?              | ? cm   | ? kg       |
| ?  | ?    | Polska | Leszczyński, Rafał      | ?              | ? cm   | ? kg       |
| ?  | ?    | Polska | Olbiński, Tomasz        | ?              | ? cm   | ? kg       |
| ?  | ?    | Polska | Romanowicz, Mirosław    | ?              | ? cm   | ? kg       |
| ?  | ?    | Polska | Sobota, Mateusz         | ?              | ? cm   | ? kg       |
| ?  | ?    | Polska | Tracz, Wojciech         | ?              | ? cm   | ? kg       |
| ?  | ?    | Polska | Trytek, Bartosz         | ?              | ? cm   | ? kg       |
| ?  | ?    | Polska | Ulrich, Rafał           | ?              | ? cm   | ? kg       |
| ?  | ?    | Polska | Zarankiewicz, Krzysztof | ?              | ? cm   | ? kg       |
| ?  | ?    | Polska | Łakis, Marcin           | ?              | ? cm   | ? kg       |
| ?  | ?    | Polska | Łakis, Tomasz           | ?              | ? cm   | ? kg       |

Trener:  Tomasz Włodowski

### Sezon 2005/2006
Pogoń w sezonie 2005/2006 grała w II lidze w składzie:
| Nr | Poz. | Nar.   | Nazwisko i imię     | Data urodzenia | Wzrost | Masa ciała |
| -- | ---- | ------ | ------------------- | -------------- | ------ | ---------- |
| ?  | ?    | Polska | Bara, Wojciech      | ?              | ? cm   | ? kg       |
| ?  | ?    | Polska | Barycza, Artur      | ?              | ? cm   | ? kg       |
| ?  | ?    | Polska | Franek, Paweł       | ?              | ? cm   | ? kg       |
| ?  | ?    | Polska | Hakman, Mateusz     | ?              | ? cm   | ? kg       |
| ?  | ?    | Polska | Jankowski, Grzegorz | ?              | ? cm   | ? kg       |
| ?  | ?    | Polska | Koszela, Bartosz    | ?              | ? cm   | ? kg       |
| ?  | ?    | Polska | Kłuś, Łukasz        | ?              | ? cm   | ? kg       |
| ?  | ?    | Polska | Leszczyński, Rafał  | ?              | ? cm   | ? kg       |
| ?  | ?    | Polska | Sobota, Mateusz     | ?              | ? cm   | ? kg       |
| ?  | ?    | Polska | Tracz, Wojciech     | ?              | ? cm   | ? kg       |
| ?  | ?    | Polska | Trytek, Bartosz     | ?              | ? cm   | ? kg       |
| ?  | ?    | Polska | Zielski, Błażej     | ?              | ? cm   | ? kg       |
| ?  | ?    | Polska | Łakis, Marcin       | ?              | ? cm   | ? kg       |
| ?  | ?    | Polska | Łakis, Tomasz       | ?              | ? cm   | ? kg       |

Trener:  Tomasz Włodowski

### Sezon 2006/2007
Pogoń w sezonie 2006/2007 grała w II lidze w składzie:
| Nr | Poz. | Nar.   | Nazwisko i imię     | Data urodzenia | Wzrost | Masa ciała |
| -- | ---- | ------ | ------------------- | -------------- | ------ | ---------- |
| ?  | ?    | Polska | Bara, Wojciech      | ?              | ? cm   | ? kg       |
| ?  | ?    | Polska | Franek, Paweł       | ?              | ? cm   | ? kg       |
| ?  | ?    | Polska | Hakman, Mateusz     | ?              | ? cm   | ? kg       |
| ?  | ?    | Polska | Janikowski, Paweł   | ?              | ? cm   | ? kg       |
| ?  | ?    | Polska | Jankowski, Grzegorz | ?              | ? cm   | ? kg       |
| ?  | ?    | Polska | Kierdal, Mateusz    | ?              | ? cm   | ? kg       |
| ?  | ?    | Polska | Koszela, Bartosz    | ?              | ? cm   | ? kg       |
| ?  | ?    | Polska | Kłuś, Łukasz        | ?              | ? cm   | ? kg       |
| ?  | ?    | Polska | Leszczyński, Rafał  | ?              | ? cm   | ? kg       |
| ?  | ?    | Polska | Mańkowski, Kamil    | ?              | ? cm   | ? kg       |
| ?  | ?    | Polska | Tracz, Wojciech     | ?              | ? cm   | ? kg       |
| ?  | ?    | Polska | Trytek, Bartosz     | ?              | ? cm   | ? kg       |
| ?  | ?    | Polska | Zielski, Błażej     | ?              | ? cm   | ? kg       |
| ?  | ?    | Polska | Łakis, Marcin       | ?              | ? cm   | ? kg       |
| ?  | ?    | Polska | Łakis, Tomasz       | ?              | ? cm   | ? kg       |

Trener:  Tomasz Włodowski

### Sezon 2007/2008
Pogoń w sezonie 2007/2008 grała w II lidze w składzie:
| Nr | Poz. | Nar.   | Nazwisko i imię      | Data urodzenia | Wzrost | Masa ciała |
| -- | ---- | ------ | -------------------- | -------------- | ------ | ---------- |
| ?  | ?    | Polska | Bara, Wojciech       | ?              | ? cm   | ? kg       |
| ?  | ?    | Polska | Belczyk, Daniel      | ?              | ? cm   | ? kg       |
| ?  | ?    | Polska | Czapla, Kamil        | ?              | ? cm   | ? kg       |
| ?  | ?    | Polska | Franek, Paweł        | ?              | ? cm   | ? kg       |
| ?  | ?    | Polska | Hakman, Mateusz      | ?              | ? cm   | ? kg       |
| ?  | ?    | Polska | Janikowski, Paweł    | ?              | ? cm   | ? kg       |
| ?  | ?    | Polska | Jankowski, Grzegorz  | ?              | ? cm   | ? kg       |
| ?  | ?    | Polska | Koszela, Bartosz     | ?              | ? cm   | ? kg       |
| ?  | ?    | Polska | Kłuś, Łukasz         | ?              | ? cm   | ? kg       |
| ?  | ?    | Polska | Lepczyński, Maciej   | ?              | ? cm   | ? kg       |
| ?  | ?    | Polska | Leszczyński, Rafał   | ?              | ? cm   | ? kg       |
| ?  | ?    | Polska | Mańkowski, Kamil     | ?              | ? cm   | ? kg       |
| ?  | ?    | Polska | Rogacewicz, Wojciech | ?              | ? cm   | ? kg       |
| ?  | ?    | Polska | Tarasiewicz, Piotr   | ?              | ? cm   | ? kg       |
| ?  | ?    | Polska | Tracz, Wojciech      | ?              | ? cm   | ? kg       |
| ?  | ?    | Polska | Trytek, Bartosz      | ?              | ? cm   | ? kg       |
| ?  | ?    | Polska | Łakis, Marcin        | ?              | ? cm   | ? kg       |
| ?  | ?    | Polska | Łakis, Tomasz        | ?              | ? cm   | ? kg       |
| ?  | ?    | Polska | Żelasko, Piotr       | ?              | ? cm   | ? kg       |

Trener:  Tomasz Włodowski

### Sezon 2009/2010
Pogoń w sezonie 2009/2010 grała w II lidze w składzie:
| Nr | Poz.     | Nar.   | Nazwisko i imię       | Data urodzenia | Wzrost | Masa ciała |
| -- | -------- | ------ | --------------------- | -------------- | ------ | ---------- |
| 12 | C        | Polska | Bolibrzuch, Krzysztof | 1993-10-10     | 203 cm | ? kg       |
| 11 | PG       | Polska | Janikowski, Paweł     | 1989-01-04     | 184 cm | ? kg       |
| 15 | ?        | Polska | Kubiak, Tomasz        | 1992-05-03     | 198 cm | ? kg       |
| 4  | G        | Polska | Kucia, Szymon         | 1983-02-19     | 183 cm | ? kg       |
| 6  | F        | Polska | Madziar, Tomasz       | 1992-07-02     | 195 cm | ? kg       |
| 4  | PG       | Polska | Oleksy, Jarosław      | 1992-02-05     | 170 cm | ? kg       |
| 14 | G/F      | Polska | Stalicki, Kacper      | 1992-01-31     | 195 cm | ? kg       |
| 7  | C        | Polska | Suprun, Wojciech      | 1982-01-21     | 201 cm | ? kg       |
| 37 | SF       | Polska | Trytek, Bartosz       | 1977-02-28     | 190 cm | ? kg       |
| 5  | PG/SG/SF | Polska | Zieliński, Szymon     | 1992-02-15     | 195 cm | ? kg       |
| 10 | SF       | Polska | Łakis, Marcin         | 1980-01-28     | 195 cm | ? kg       |
| 9  | C        | Polska | Łakis, Tomasz         | 1982-03-27     | 198 cm | ? kg       |

Trener:  Tomasz Włodowski

### Sezon 2013/2014
Pogoń w sezonie 2013/2014 grała w II lidze w składzie:
| Nr | Poz. | Nar.   | Nazwisko i imię         | Data urodzenia | Wzrost | Masa ciała |
| -- | ---- | ------ | ----------------------- | -------------- | ------ | ---------- |
| 15 | C    | Polska | Bolibrzuch, Krzysztof   | 1993-10-10     | 203 cm | ? kg       |
| 4  | G    | Polska | Chmielarz, Krzysztof    | 1988-09-27     | 180 cm | ? kg       |
| 40 | C/F  | Polska | Cichoń, Adam            | 1990-03-08     | 203 cm | ? kg       |
| 14 | G    | Polska | Kotyza, Bartosz         | 1989-06-20     | 183 cm | ? kg       |
| 5  | G/F  | Polska | Kucia, Szymon           | 1983-02-19     | 194 cm | ? kg       |
| 11 | SG   | Polska | Leszczyński, Wojciech   | 1992-09-23     | 190 cm | ? kg       |
| 12 | SG   | Polska | Lipski, Dariusz         | 1993-01-24     | 178 cm | ? kg       |
| 7  | F    | Polska | Madziar, Tomasz         | 1992-07-02     | 195 cm | ? kg       |
| 12 | PF   | Polska | Majka, Przemysław       | 1994-01-17     | 193 cm | ? kg       |
| 77 | PF   | Polska | Moczulski, Mateusz      | 1997-07-28     | 180 cm | ? kg       |
| 5  | C/F  | Polska | Pawłowski, Jarosław     | 1980-06-23     | 195 cm | ? kg       |
| 13 | G/F  | Polska | Stalicki, Kacper        | 1992-01-31     | 195 cm | ? kg       |
| 37 | SF   | Polska | Trytek, Bartosz         | 1977-02-28     | 190 cm | ? kg       |
| 7  | SG   | Polska | Zarankiewicz, Krzysztof | 1980-07-15     | 188 cm | ? kg       |
| 10 | SF   | Polska | Łakis, Marcin           | 1980-01-28     | 195 cm | ? kg       |

Trener:  Tomasz Michalak (trener)

### Sezon 2016/2017
Pogoń w sezonie 2016/2017 grała w I lidze w składzie:
| Nr | Poz. | Nar.   | Nazwisko i imię            | Data urodzenia | Wzrost | Masa ciała |
| -- | ---- | ------ | -------------------------- | -------------- | ------ | ---------- |
| 5  | C    | Polska | Bartkowiak, Jarosław       | 1994-07-29     | 185 cm | 82 kg      |
| 9  | SF   | Polska | Bogdanowicz, Paweł         | 1987-03-04     | 197 cm | ? kg       |
| 35 | SF   | Polska | Krawiec, Michał            | 1997-06-24     | 195 cm | ? kg       |
| 18 | G/F  | Polska | Kujon, Norbert             | 1992-08-29     | 194 cm | ? kg       |
| ?  | PG   | Polska | Moczulski, Mateusz         | 1997-07-28     | 180 cm | ? kg       |
| 6  | SG   | Polska | Morawiec, Dawid            | 1994-07-12     | 186 cm | ? kg       |
| 11 | PG   | Polska | Mordzak, Grzegorz          | 1977-01-09     | 182 cm | ? kg       |
| 12 | SG   | Polska | Mroczek-Truskowski, Adrian | 1987-03-04     | 195 cm | 95 kg      |
| 14 | C/F  | Polska | Nowakowski, Tomasz         | 1990-04-21     | 207 cm | ? kg       |
| 19 | C/F  | Polska | Nowerski, Patryk           | 1991-12-02     | 205 cm | ? kg       |
| 24 | PG   | Polska | Prostak, Tomasz            | 1988-09-18     | 188 cm | ? kg       |

Trener:  Tomasz Michalak (trener)
 Asystenci: Maciej Maciejewski

### Sezon 2017/2018

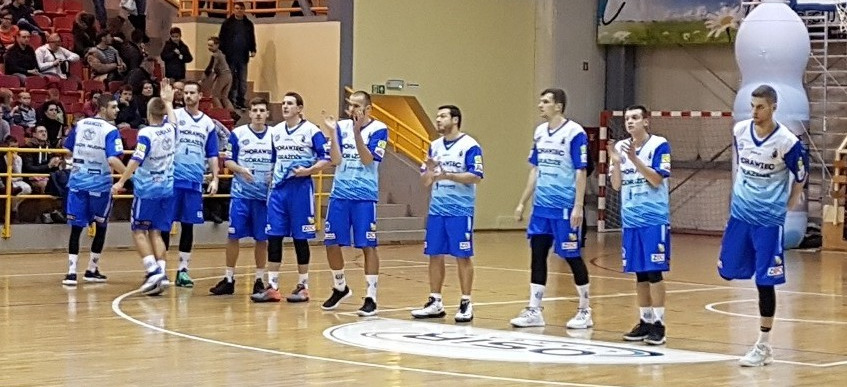
Zawodnicy Pogoni Prudnik w sezonie 2017/2018

Pogoń w sezonie 2017/2018 grała w I lidze w składzie:
| Nr | Poz. | Nar.   | Nazwisko i imię        | Data urodzenia | Wzrost | Masa ciała |
| -- | ---- | ------ | ---------------------- | -------------- | ------ | ---------- |
| 9  | SF   | Polska | Bogdanowicz, Paweł     | 1987-03-04     | 197 cm | ? kg       |
| 8  | S    | Polska | Braszka, Dawid         | 1997-07-27     | 186 cm | ? kg       |
| 19 | PF   | Polska | Czyżewski, Wiktor      | 1992-01-27     | 195 cm | ? kg       |
| 12 | SF   | Polska | Garwol, Patryk         | 1995-01-13     | 188 cm | ? kg       |
| 6  | SF   | Polska | Krajniewski, Krzysztof | 1989-03-25     | 200 cm | ? kg       |
| 7  | PG   | Polska | Krawczyk, Jakub        | 1991-12-04     | 191 cm | ? kg       |
| 35 | SF   | Polska | Krawiec, Michał        | 1997-06-24     | 195 cm | ? kg       |
| 77 | PG   | Polska | Kukułka, Łukasz        | 1999-07-12     | 181 cm | ? kg       |
| 10 | PF   | Polska | Malitka, Rafał         | 1991-03-23     | 205 cm | ? kg       |
| ?  | PG   | Polska | Moczulski, Mateusz     | 1997-07-28     | 180 cm | ? kg       |
| 11 | PG   | Polska | Mordzak, Grzegorz      | 1977-01-09     | 182 cm | ? kg       |
| 14 | C/F  | Polska | Nowakowski, Tomasz     | 1990-04-21     | 207 cm | ? kg       |
| 19 | C/F  | Polska | Nowerski, Patryk       | 1991-12-02     | 205 cm | ? kg       |
| 24 | PG   | Polska | Prostak, Tomasz        | 1988-09-18     | 188 cm | ? kg       |
| 33 | PF   | Polska | Strzelecki, Maciej     | 1987-08-18     | 204 cm | ? kg       |
| 7  | PG   | Polska | Szpyrka, Karol         | 1987-03-29     | 182 cm | ? kg       |
| ?  | SF   | Polska | Topolski, Oliwier      | 1997-10-03     | 190 cm | ? kg       |
| 55 | C    | Polska | Zieliński, Piotr       | 1983-01-31     | 200 cm | ? kg       |

Trener:  Tomasz Michalak (trener)

### Sezon 2018/2019

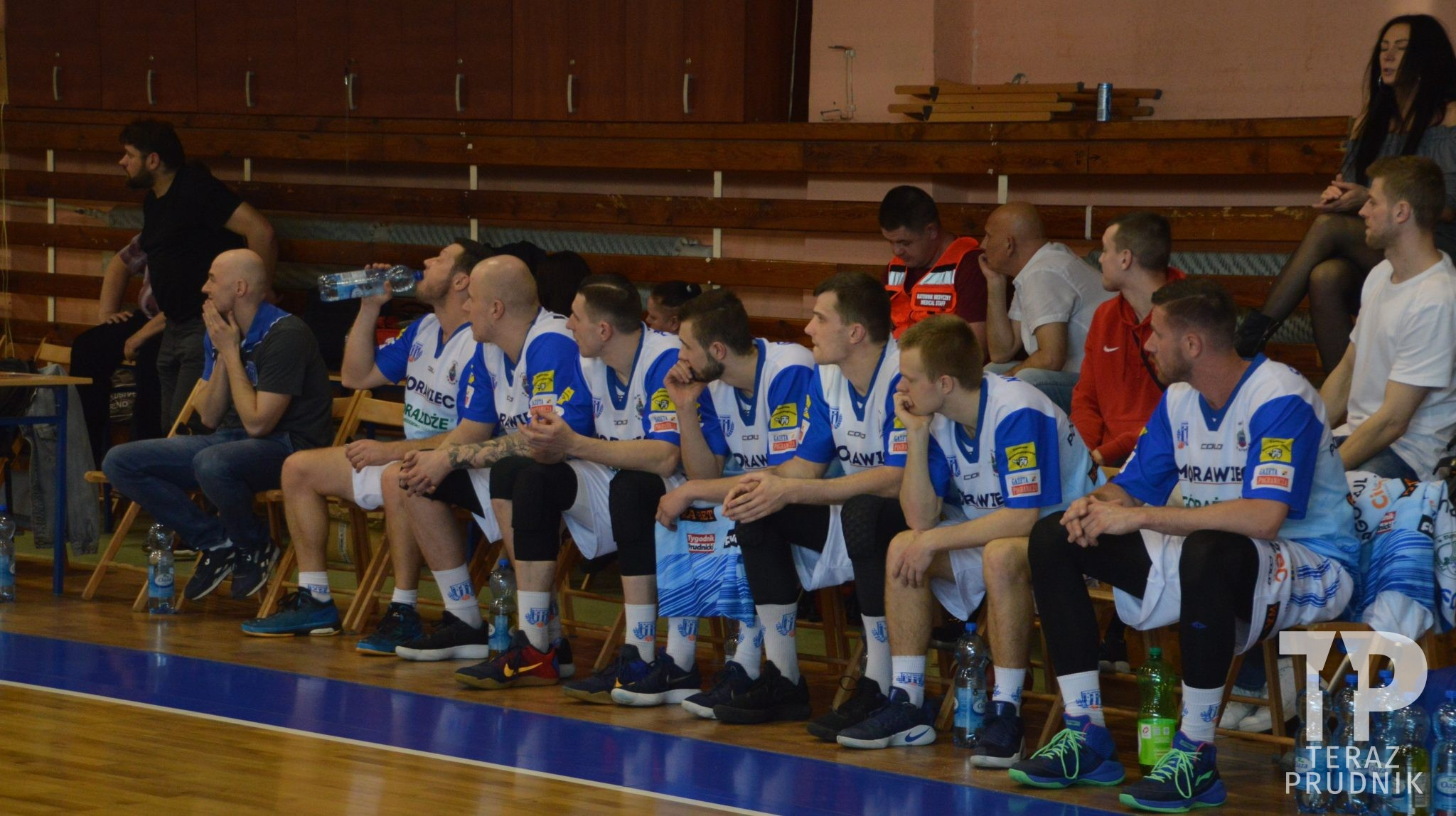
Zawodnicy Pogoni Prudnik w sezonie 2018/2019

Pogoń w sezonie 2018/2019 grała w I lidze w składzie:
| Nr | Poz. | Nar.   | Nazwisko i imię     | Data urodzenia | Wzrost | Masa ciała |
| -- | ---- | ------ | ------------------- | -------------- | ------ | ---------- |
| 21 | PF   | Polska | Antczak, Damian     | 1995-08-22     | 198 cm | 94 kg      |
| 7  | PG   | Polska | Krawczyk, Jakub     | 1991-12-04     | 191 cm | ? kg       |
| ?  | PG   | Polska | Moczulski, Mateusz  | 1997-07-28     | 180 cm | ? kg       |
| 11 | PG   | Polska | Mordzak, Grzegorz   | 1977-01-09     | 182 cm | ? kg       |
| 14 | C/F  | Polska | Nowakowski, Tomasz  | 1990-04-21     | 207 cm | ? kg       |
| ?  | SF   | Polska | Pisarczyk, Wojciech | 1988-11-24     | 201 cm | ? kg       |
| 24 | PG   | Polska | Prostak, Tomasz     | 1988-09-18     | 188 cm | ? kg       |
| 13 | F    | Polska | Sroka, Marcin       | 1981-03-20     | 201 cm | ? kg       |
| 31 | SF   | Polska | Stalicki, Kacper    | 1992-01-31     | 195 cm | ? kg       |
| 7  | PG   | Polska | Szpyrka, Wojciech   | 1998-07-21     | 178 cm | ? kg       |
| ?  | SF   | Polska | Topolski, Oliwer    | 1997-10-03     | 190 cm | ? kg       |

Trener:  Tomasz Michalak (trener)

### Sezon 2019/2020
Pogoń w sezonie 2019/2020 grała w I lidze w składzie:
| Nr | Poz. | Nar.   | Nazwisko i imię            | Data urodzenia | Wzrost | Masa ciała |
| -- | ---- | ------ | -------------------------- | -------------- | ------ | ---------- |
| 33 | SG   | Polska | Garwol, Maciej             | 2002-05-08     | 188 cm | ? kg       |
| 32 | SF   | Polska | Garwol, Patryk             | 1995-01-13     | 189 cm | ? kg       |
| 9  | SF   | Polska | Jankowski, Jakub           | 2000-04-12     | 189 cm | ? kg       |
| 3  | PG   | Polska | Jatczyk, Alan              | 2001-06-15     | 170 cm | ? kg       |
| 7  | SG   | Polska | Kociuga, Patryk            | 2001-07-31     | 194 cm | ? kg       |
| 11 | G    | Polska | Mordzak, Grzegorz          | 1977-01-09     | 182 cm | ? kg       |
| 12 | G/F  | Polska | Mroczek-Truskowski, Adrian | 1985-03-30     | 195 cm | ? kg       |
| 14 | C/F  | Polska | Nowakowski, Tomasz         | 1990-04-21     | 207 cm | ? kg       |
| 10 | SF   | Polska | Pisarczyk, Wojciech        | 1988-11-24     | 201 cm | ? kg       |
| 4  | C/F  | Polska | Salamonik, Marcin          | 1983-02-13     | 202 cm | ? kg       |
| 0  | PG   | Polska | Sanny, Marc-Oscar          | 1996-11-30     | 186 cm | ? kg       |
| 22 | C    | Polska | Sieradzki, Filip           | 2001-11-08     | 206 cm | ? kg       |
| 13 | F    | Polska | Sroka, Marcin              | 1981-03-20     | 201 cm | ? kg       |
| 41 | G    | Polska | Suliński, Adrian           | 1989-05-15     | 185 cm | ? kg       |
| 6  | PG   | Polska | Szwadowski, Kamil          | 2001-11-23     | 180 cm | ? kg       |

Trener:  Tomasz Michalak (trener)
 Asystenci: Grzegorz Mordzak